# طما
طما
طما نام شهر و شهرستانی در استان سوهاج مصر است.